# Estação de televisão
Uma estação ou emissora de televisão é uma organização, companhia ou empresa que transmite (radiodifusão) conteúdo através da televisão aberta. Uma transmissão televisiva pode ser realizada tanto via sinais de televisão analógica terrestre quanto por televisão digital terrestre. Os padrões dos sistemas de radiodifusão televisiva são estabelecidos pelos governos locais, e variam ao redor do mundo. As estações de televisão que transmitem por um sistema analógico geralmente estão limitadas a um canal de televisão, enquanto a televisão digital terrestre permite a radiodifusão através de subcanais. O termo «estação de televisão» geralmente é utilizado para se referir a estações de televisão terrestre aberta, e não a estações transmissoras de televisão por assinatura.

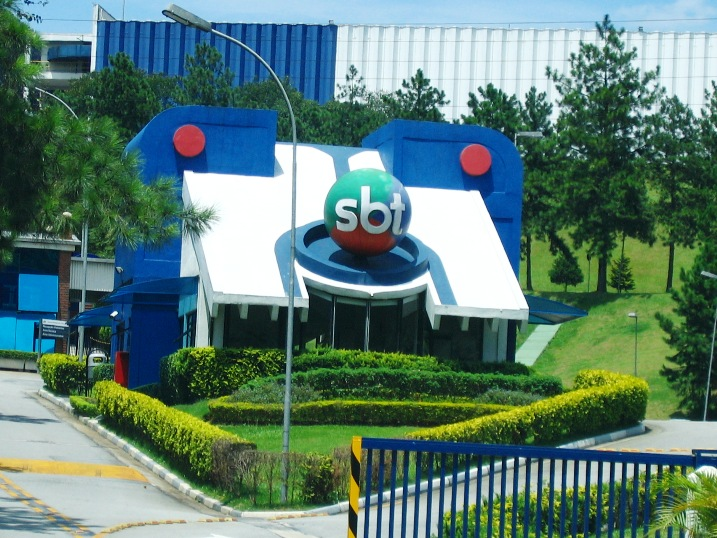
Portaria da sede do SBT em 2006, uma das maiores emissoras de televisão do Brasil.

Estações de televisão geralmente precisam de uma licença de transmissão de uma agência governamental que estabelece os requisitos e limitações que deverão ser seguidos pela emissora. Nos Estados Unidos, por exemplo, uma licença de televisão define a amplitude de radiodifusão ou região geográfica à qual a estação está limitada, aloca a frequência de radiodifusão do espectro de rádio das transmissões daquela emissora, impõe limites sobre que tipos de programas poderão ser programados para a transmissão, geralmente exigindo que a estação cumpra uma cota mínima de determinados tipos de programas, como mensagens de utilidade pública, entre outras exigências.
A maior parte das estações de televisão comercial são de propriedade independente, porém a maior parte é afiliada com uma rede de televisão ou são de propriedade e geridas por esta rede. Para evitar a concentração de propriedade da mídia, costumam existir regulamentações governamentaisque visam limitar a propriedade de estações de [[televisã] por redes de televisão ou outros meios de comunicação, porém estas regulamentações variam consideravelmente. Alguns países possuem redes nacionais de televisão, no qual cada estação televisiva funciona apenas para retransmitir a programação nacional desta rede; nestes países a estação de televisão local não costumam ter uma identidade própria muito forte, afetando, do ponto de vista do consumidor, apenas alterações regionais na programação, como os programas de jornalismo local.
A primeira emissora de televisão da América Latina foi criada por Assis Chateubriand.